# John Hunt
Henry Cecil John Hunt (Sinda, 22 giugno 1910 – Henley-on-Thames, 7 novembre 1998) è stato un esploratore e ufficiale britannico.

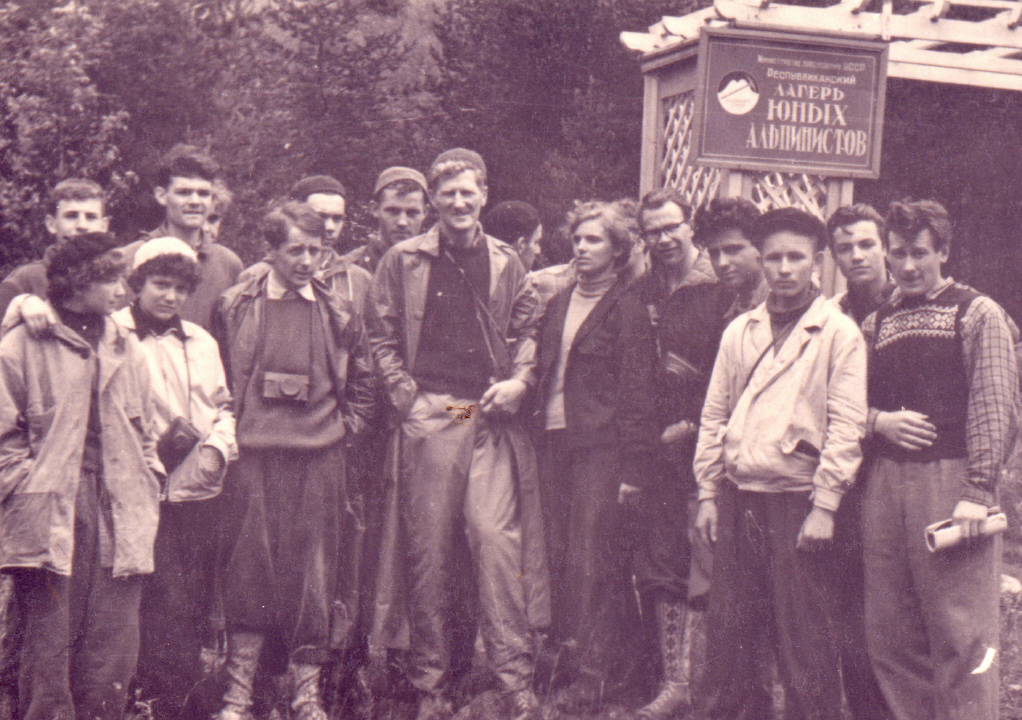
Henry Cecil John Hunt nel Caucaso, 1958

Colonnello dell'esercito britannico, nel 1953 organizzò una spedizione per scalare il monte Everest; di questa impresa lasciò i due scritti L'ascesa dell'Everest (1953) e La nostra avventura sull'Everest (1954).